# Františkovy Lázně
Františkovy Lázně (Ausspracheⓘ; deutsch Franzensbad) ist eine Stadt im Westböhmischen Bäderdreieck. Sie liegt fünf Kilometer nördlich von Eger (Cheb) in der Karlsbader Region und erlangte Bekanntheit als Kurort. Das historische Stadtzentrum wurde 1992 zum städtischen Denkmalschutzgebiet erklärt.
Seit 24. Juli 2021 zählt der Ort zusammen mit 10 bedeutenden, europäischen Kurstädten (Great Spas of Europe) zum UNESCO-Welterbe.

## Lage
Františkovy Lázně befindet sich östlich des Waldgebietes Luženský les (Kammerwald) am Slatinný potok im Egerbecken. Südlich erhebt sich der Komorní hůrka (Kammerbühl, 503 m), ein erloschener Vulkan und ein Naturdenkmal in Tschechien.

## Stadtgliederung
Die Stadt Františkovy Lázně besteht aus den Ortsteilen Aleje-Zátiší, Dlouhé Mosty (Langenbruck), Dolní Lomany (Unterlohma), Františkovy Lázně (Franzensbad), Horní Lomany (Oberlohma), Krapice (Kropitz), Slatina (Schlada) und Žírovice (Sirmitz). Grundsiedlungseinheiten sind Aleje-Zátiší, Dlouhé Mosty, Dvoreček  (Höflasgut), Františkovy Lázně, Horní Lomany, Krapice, Seníky (Hoihäuser), Slatina und Žírovice. Das Gemeindegebiet gliedert sich in die Katastralbezirke Dlouhé Mosty, Františkovy Lázně, Horní Lomany, Jedličná (Tannenberg), Krapice, Slatina u Františkových Lázní und Žírovice.

### Nachbarorte
| Poustka (Oed)      | Vojtanov (Voitersreuth)                     | Skalná (Wildstein)  |
| Libá (Liebenstein) | Kompassrose, die auf Nachbargemeinden zeigt | Třebeň (Trebendorf) |
|                    | Cheb (Eger)                                 |                     |

### Klima
|                       | Jan | Feb | Mär | Apr | Mai | Jun | Jul | Aug | Sep | Okt | Nov | Dez |   |      |
| Mittl. Tagesmax. (°C) | 0   | 1   | 7   | 13  | 20  | 22  | 24  | 22  | 19  | 13  | 6   | 3   | ⌀ | 12,6 |
| Mittl. Tagesmin. (°C) | −5  | −5  | −2  | 3   | 10  | 12  | 15  | 14  | 10  | 5   | 1   | −2  | ⌀ | 4,7  |
|                       |     |     |     |     |     |     |     |     |     |     |     |     |   |      |
| Sonnenstunden (h/d)   | 2   | 4   | 5   | 6   | 8   | 8   | 9   | 8   | 6   | 4   | 2   | 1   | ⌀ | 5,3  |
|                       |     |     |     |     |     |     |     |     |     |     |     |     |   |      |
| Regentage (d)         | 13  | 12  | 12  | 13  | 13  | 13  | 13  | 13  | 10  | 13  | 12  | 13  | Σ | 150  |

| −5 |

| −5 |

| −2 |

| 3 |

| 10 |

| 12 |

| 15 |

| 14 |

| 10 |

| 5 |

| 1 |

| −2 |

| −5 |

| −5 |

| −2 |

| 3 |

| 10 |

| 12 |

| 15 |

| 14 |

| 10 |

| 5 |

| 1 |

| −2 |

## Geschichte

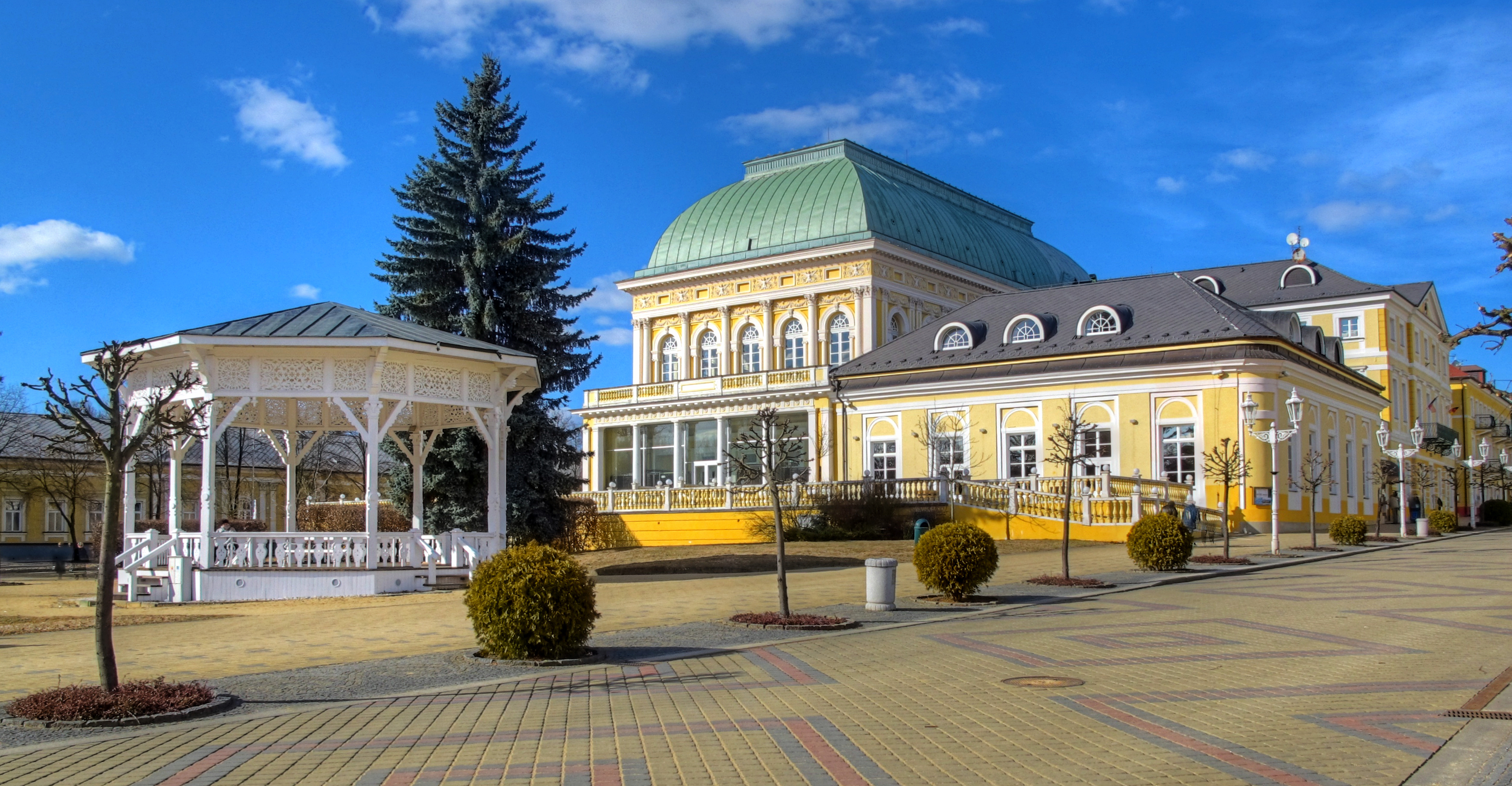
Casino an der Kurallee

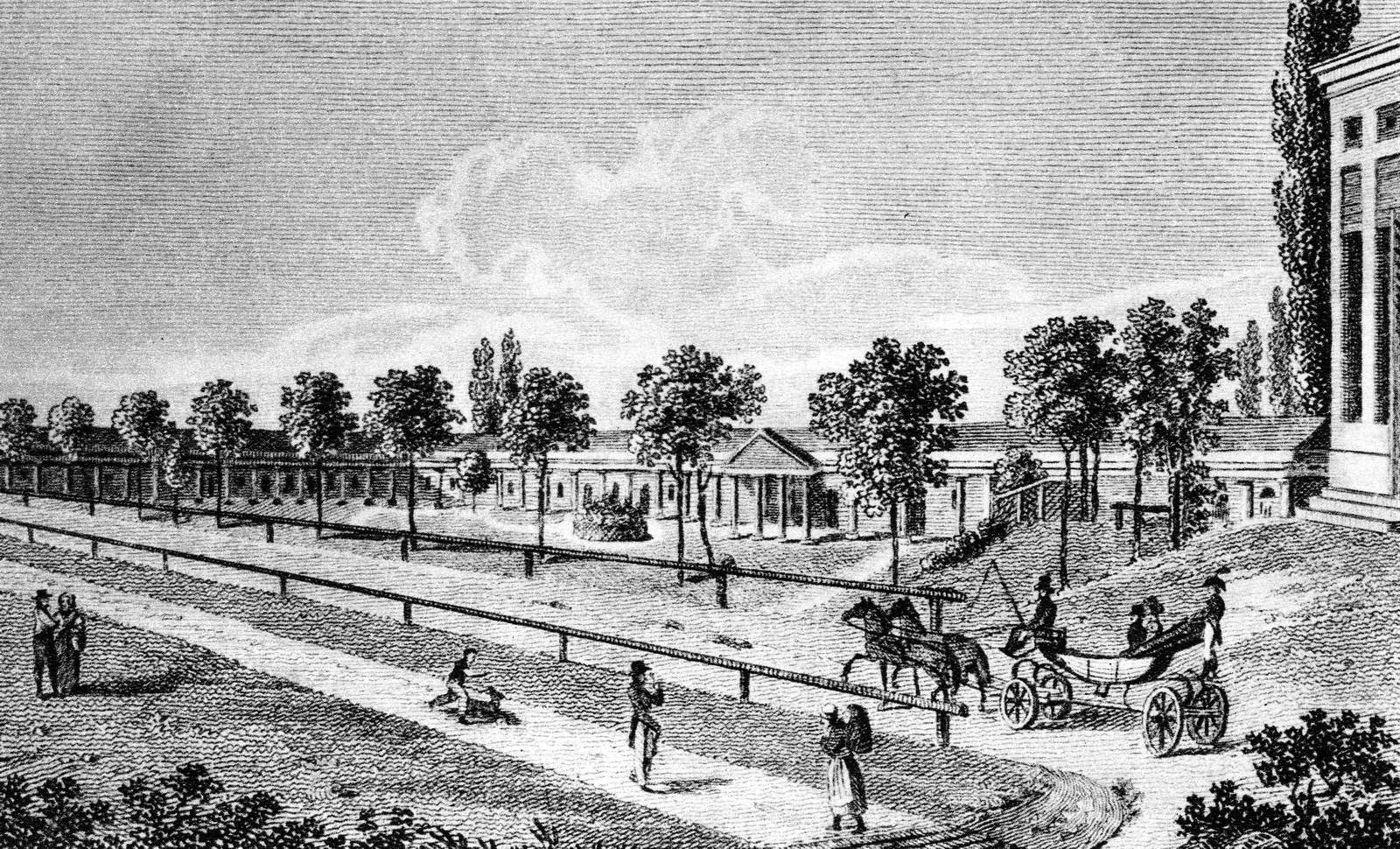
Kolonnade um 1850

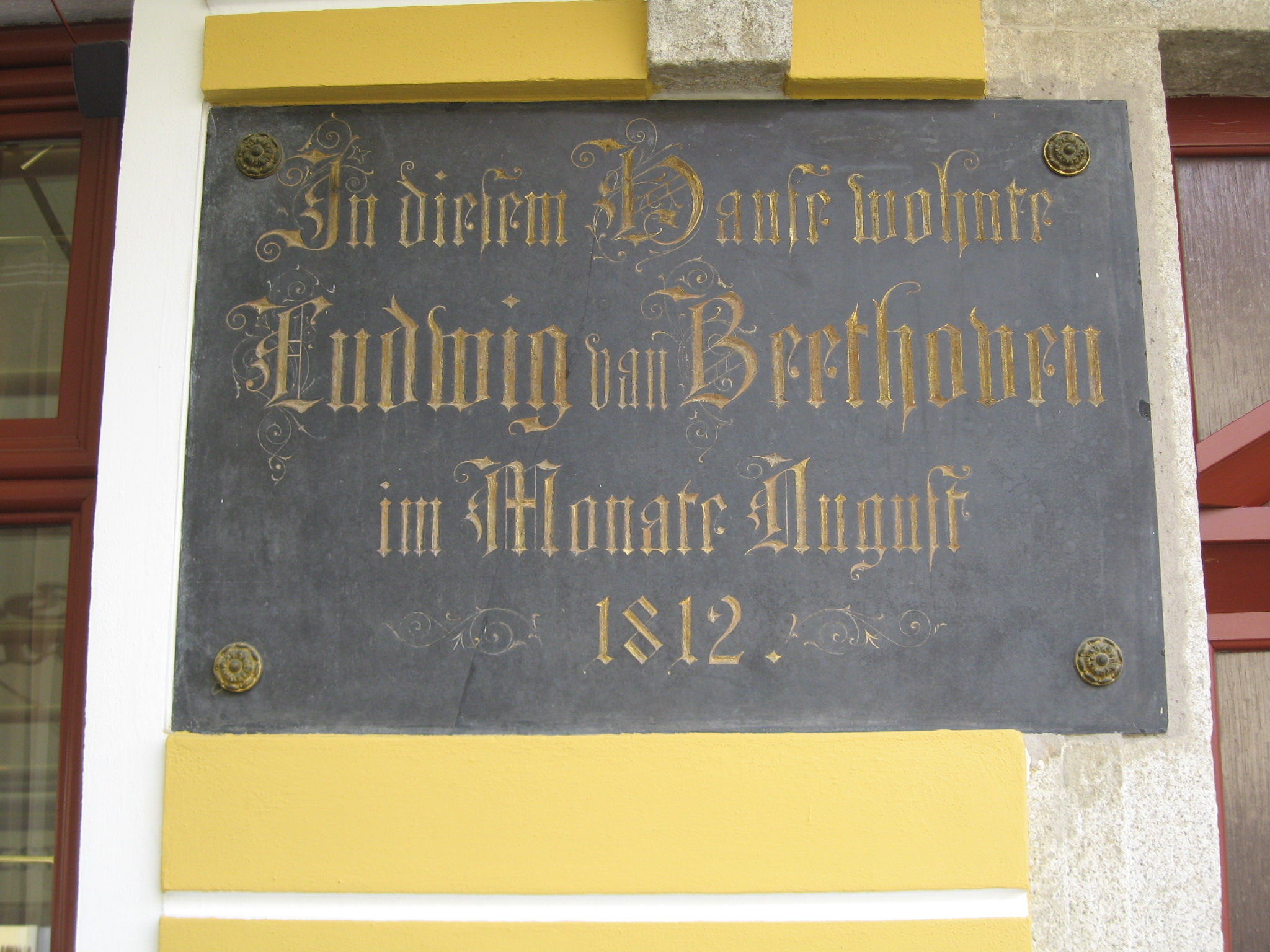
Gedenktafel zur Erinnerung an den Aufenthalt Ludwig van Beethovens im Jahr 1812

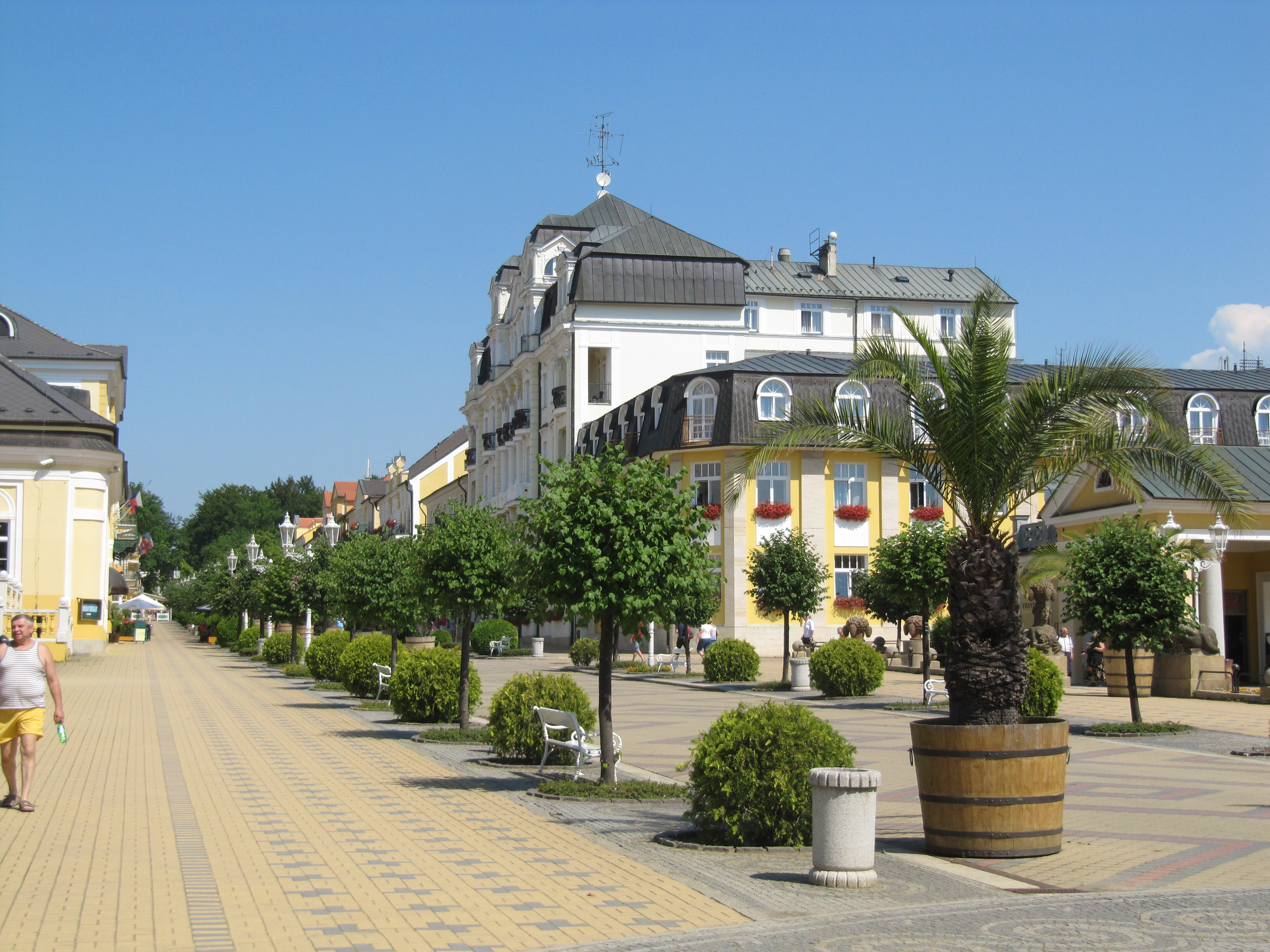
Kurallee mit zahlreichen Bauten aus der Jahrhundertwende

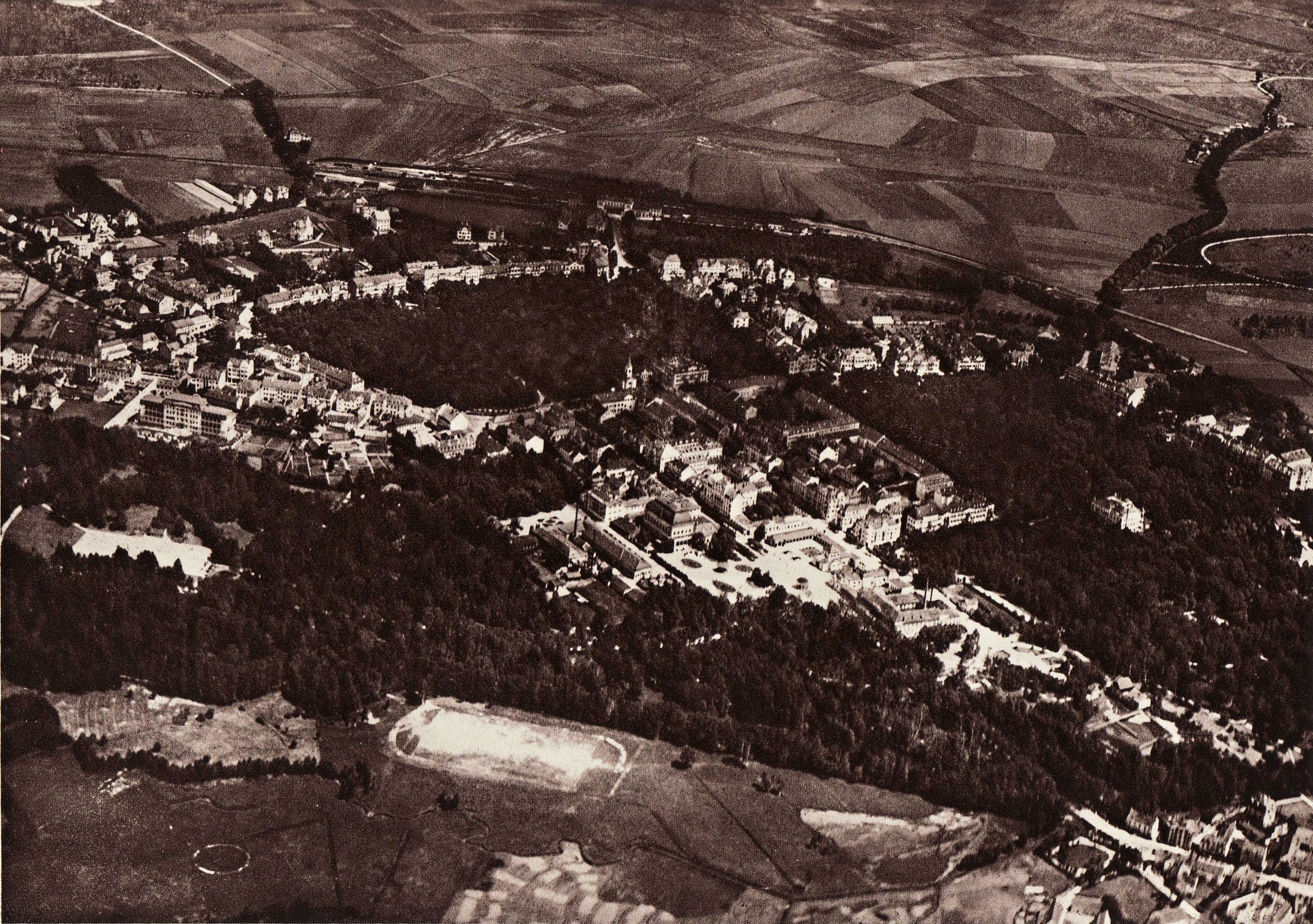
Luftbild von Franzensbad aus den 1930er Jahren

Das Kurbad wurde 1792 mit Förderung durch Kaiser Leopold II., später durch Franz II. (als Kaiser von Österreich ab 1804 Franz I.), angelegt. Die Neugründung erhielt ihm zu Ehren 1798 den Namen Kaiser-Franzensdorf, der später in Kaiser-Franzensbad und danach in Franzensbad geändert wurde. Eine der bedeutendsten Heilquellen erhielt den Namen Franzensquelle, ursprünglich Schladerer Wasser genannt (Nachweis seit 1406).
Mitteilungen von der Heilkraft der Quellen in und bei den Orten Trebendorf, Rohr, Triesendorf/Triesenhof, Tirschnitz, Lehenstein und Schlada im Einzugsbereich des Schladabaches in den Mineralmoorgebieten bei Eger gibt es bereits seit Ende des 14. Jahrhunderts. Der Arzt und Mineraloge Georgius Agricola kannte die heilende Wirkung der Quellen. Der Humanist Kaspar Brusch erwähnte sie in seiner Beschreibung der Stadt Eger. Damals gehörte das Quellgebiet bei dem Ort Schlada noch zu der sieben Kilometer entfernten Stadt Eger und wurde deshalb Egerwasser oder Egerer Sauerbrunn genannt. Das Heilwasser diente zunächst der Egerer Bevölkerung und später auch dortigen Kurgästen als Heil- und Genussmittel. Frauen aus Eger schöpften es an der Quelle und trugen es in die Stadt, wo sie es verkauften.
Zumindest seit dem ersten Viertel des 17. Jahrhunderts wurde Egerwasser auch in Tonflaschen versandt. Es war das erste Versandheilwasser Böhmens. Um 1700 soll die Bedeutung des Egerwassers, auch Schletterer Sauerbrunn, nach dem Ort Schlada genannt, die aller anderen Heilquellen im Heiligen Römischen Reich übertroffen haben.
Das erste Kurhotel im Bäderdreieck und gleichzeitig das erste Kurhotel der Welt, bei dem unter einem Dach Übernachtung, Essen und ärztliche Versorgung sowie die Einnahme der Kuren durch die direkte Zuführung von Heilquellwasser möglich war, wurde in Franzensbad nach der Verlosung der Parzellen 1 bis 17 durch die Stadt Eger 1792 mit der Parzelle 3 von Stadtbaumeister Anton Loimann (1756–1836) als Hotel „Drei Lilien“ 1792 ersteigert und 1794 eröffnet. Auf Adler fiel das Los 07 (zukünftiges Hotel Schwarzer Adler). Anton Loimann ersteigerte zudem auch die Parzelle 17, auf der später das Hotel Berliner Hof errichtet wurde. Franzensbad fand als Ort für Heilungssuchende im 19. Jahrhundert europaweite Beachtung bei Kurgästen des Hochadels, welche die Behandlung durch die dortigen Bäderärzte, unter ihnen Lorenz Köstler von Stromberg und Andreas Buberl, suchten. Die landesfürstlichen Bäderärzte als Oberaufsicht waren von 1795 bis 1881 Bernhard Adler (1795–1810), Johann Poschmann (1811–1819), Dr. med Niklas Conrath (1820–1839) und Paul Cartellieri (1841–1881). Danach wurde kein weiterer landesfürstlicher Bäderarzt bestellt.
Im Jahre 1827 baute der Jurist Christoph Loimann (1789–1861), dritter Sohn von Anton Loimann, Verwalter des Burggrafenamtes in Eger, 1852 erster Bürgermeister der Stadt Franzensbad und Vater des nachfolgenden Franzensbader Bürgermeisters und Kurarztes Gustav Loimann (1853–1902), das erste allgemein zugängliche Badegebäude für die ärmere Bevölkerung mit 30 Badezimmern, nachdem nach mehrmaliger Aufforderung durch das Oberste Burggrafenamt Prag die Stad Eger (Cheb) aus finanziellen Gründen dieses Badehaus nicht errichten konnte. Das Badehaus I wurde in den Jahren 1830 bis 1878 mehrfach erweitert und auch das anschließende Badehaus II von der Familie Loimann erbaut. Franzensbad, früher eine zur Stadt Eger gehörige Kolonie, ist durch das in der österreichischen Monarchie 1850 erlassene Gemeindegesetz eine selbständige Gemeinde geworden. Nachdem Franzensbad 1852 von der Stadt Eger rechtlich unabhängig wurde, erhielt es 1865 die Stadtrechte und nahm das alte Ortssiegel als Stadtwappen an. 1872 wurden Gustav Loimann zum 1. und Thaddaeus Karl Schack zum 2. Bürgermeister gewählt.
Die meisten Quellen – sie sind alle kalt – wurden während des 19. Jahrhunderts erschlossen. Von den vierundzwanzig bekannten Quellen werden noch zwölf für den Kurbetrieb genutzt. Im Jahr 1937 brachte das Balneologische Institut in Franzensbad eine Analyse der Franzensbader Mineralquellen hinsichtlich ihrer Verwendung für Trinkkuren oder für Bäderbereitung heraus.
Franzensbad gehörte zum weltweit ersten Moorbad und entwickelte sich zu einem Frauenheilbad, über das die Schriftstellerin Marie von Ebner-Eschenbach nach einem Kuraufenthalt anonym ihr erstes schriftstellerisches Werk, die Briefsatire Aus Franzensbad. Sechs Episteln schrieb, die 1858 in Wien erschienen ist.
Meyers Konversationslexikon schrieb 1898 über Franzensbad: „Der Ort hat meist stattliche Häuser, eine katholische und eine evang. Kirche, eine Synagoge, ein großes Kurhaus, ein Badehospital für Unbemittelte, hübsche Parkanlagen, welche dem Mangel an Naturschönheiten der Umgebung abhelfen, gedeckte Wandelhallen etc. (…) Die Zahl der Einwohner beträgt (1880) 2008. (…) An Heilmitteln besitzt F. neun Mineralquellen, eine Kohlensäuregasquelle und ein reichhaltiges Lager von Eisenmineralmoor. Die Franzensbader Wasser sind alkalische Glaubersalzsäuerlinge (…)“.
Nach dem Ersten Weltkrieg wurde Franzensbad 1919 Teil der neu gebildeten Tschechoslowakei. Der Krieg und sein Ende 1918 mit den Schwierigkeiten bei der Staatsgründung, der 1923 nachfolgenden Inflation der Geldwährungen, der Weltwirtschaftskrise nach dem Jahre 1928 mit ihrer Massenarbeitslosigkeit wirkten sich auch nachteilig auf Franzensbad aus.
Franzensbad hatte eine wohlhabende jüdische Gemeinde. Für Mitglieder und Kurgäste ihres Glaubens ließ sie am unteren Ende der Hauptstraße bei Grundstücksnummer 166 im Jahre 1884 eine Synagoge in neubyzantinischem Stil mit zwei Türmen und Kuppeln errichten. Am 10. November 1938, nach Inkrafttreten des Münchner Abkommens vom 30. September 1938 und der Besetzung der Sudetengebiete durch deutsche Truppenverbände, wurde die Synagoge in Franzensbad von Parteigängern des Nationalsozialismus niedergebrannt und die Ruine nach 1945 abgerissen. Die jüdischen Bewohner der Stadt Franzensbad retteten sich durch Flucht oder kamen ums Leben. In der Egerer Zeitung vom 22. September 1938 gibt es einen Bericht aus dieser Zeit. Der daneben liegende jüdische Friedhof wurde oberflächlich eingeebnet.
Aufgrund des Münchner Abkommens wurde die deutschsprachige Region 1938 an das Deutsche Reich angegliedert, und Franzensbad gehörte bis 1945 zum Landkreis Eger, Regierungsbezirk Eger, im Reichsgau Sudetenland. Am Ende des Zweiten Weltkriegs, 1945, war der Kurbetrieb fast am Erliegen. Der Zustrom zahlungskräftiger Kurgäste blieb aus. Unter Berufung auf die Beneš-Dekrete wurde ein großer Teil der deutschböhmischen Haus- und Grundstückseigentümer enteignet und vertrieben, die Kureinrichtungen wurden verstaatlicht. Die Heimatvertriebenen kamen größtenteils nach Bayern und Thüringen. Am 1. Dezember 1930 hatte die Stadt 2473 Einwohner (davon 74 Tschechen), am 17. Mai 1939 waren es 3784 und am 22. Mai 1947 2282.
Nach dem Ende der kommunistischen Herrschaft in Prag begann 1989 eine Reprivatisierung des 1945 verstaatlichten Eigentums, die 1992 zur Gründung der Bad Franzensbad AG führte. Der Kurort wirbt seither mit Nachdruck um ausländische Kurgäste und Touristen. Zusammen mit zehn anderen Kurorten Europas, den Great Spas of Europe, wurde Františkovy Lázně 2021 in die Liste des UNESCO-Welterbes aufgenommen. Die positive Entscheidung über die Aufnahme erfolgte am 24. Juli 2021.

## Einwohnerentwicklung
Bis 1945 war Franzensbad überwiegend von Deutschböhmen besiedelt.
| Jahr | Einwohner | Anmerkungen         |
| ---- | --------- | ------------------- |
| 1846 | 0445      | in 49 Häusern       |
| 1862 | ca. 600   | [ 9 ]               |
| 1880 | 2008      |                     |
| 1900 | 2325      | deutsche Einwohner  |
| 1930 | 2473      | davon 484 Tschechen |
| 1939 | 3784      | [ 6 ]               |

| Jahr      | 1947 1 | 1970 | 1980 | 1991 | 2001 | 2003 |
| Einwohner | 2282   | 4849 | 5192 | 5184 | 5261 | 5355 |

## Politik
Bürgermeister
Erste Bürgermeisterin ist seit 2023 Lenka Průšová. Ihr Vorgänger war seit 2018 Jan Kuchař.
Auflistung nach Legislaturperioden:
Franzensbad ist seit 18. Jänner 1852 selbstständige Gemeinde, ab 23. Juli 1865 Stadt.      
·        1852–1872:  Christoph Loimann (zuvor Leiter des Burggrafenamts in Eger, Eigentümer des Hotels Drei Lilien)
·        1872–1872: Thaddäus Schack interimsweise
·        1872–1882: D Gustav Loimann I (zuvor staatlicher Bäderarzt, Eigentümer des Hotels Drei Lilien)
·        1882–1899:  Apotheker Ferdinand Khittl (Schwiegersohn von  Bernhard Adler)
·        1899–18xx: Thaddäus Schack interimsweise
·        18xx–18xx: N. Lubert Graf von N.
·        18xx–1899: Adolf Tacheti
·        1899–1910: Gustav Wiedermann
·        1910–1919:  Eugen Loimann I (Eigentümer des Hotels Drei Lilien)
·        1919–19xx: Anton Friedrich
·        19xx–1932:  Victor Sgustav
·        1932–1938: Richard Anders (in Familie Loimann eingeheiratet abgesetzt durch die NSDAP)
·        1938–19xx: N. Marschauer
·        19xx–1945:  Richard Griebsch
·        1945-1947: Richard Anders (s.o.)
·        1947-1950: N. Slavik
·        1950-1950: N. Cerveny
·        1950-19xx: Frantisek Zima
·        19xx-2013: unbekannt
·        2013-2018: Ivo Mlátilík
·        2018-2023: Jan Kuchař
·        Seit 1. Febr. 2023: Lenka Průšová

## Stadtwappen
Das Wappen von Františkovy Lázně zeigt in der rechten Hälfte einen welligen Fluss (gewellten Balken), der von rechts oben mehrere strahlenförmige Quellflüsse (Strahlen) erhält. In der linken Hälfte oben zeigt es als Ehrung für den Begründer des Kurortes Franzensbad Bernhard Adler einen schwarzen Adler, der in den Fängen den Äskulapstab als Zeichen der Heilkunst hält. In der unteren Hälfte steht ein roter Hahn als Anerkennung für Heinrich Franz von Rottenhan für seine wohlwollende Mitwirkung bei der Gründung des Kurortes.

## Städtepartnerschaften
- Bad Soden am Taunus, Deutschland
- Nischni Tagil, Russland

## Kultur und Sehenswürdigkeiten

### Kuranlagen

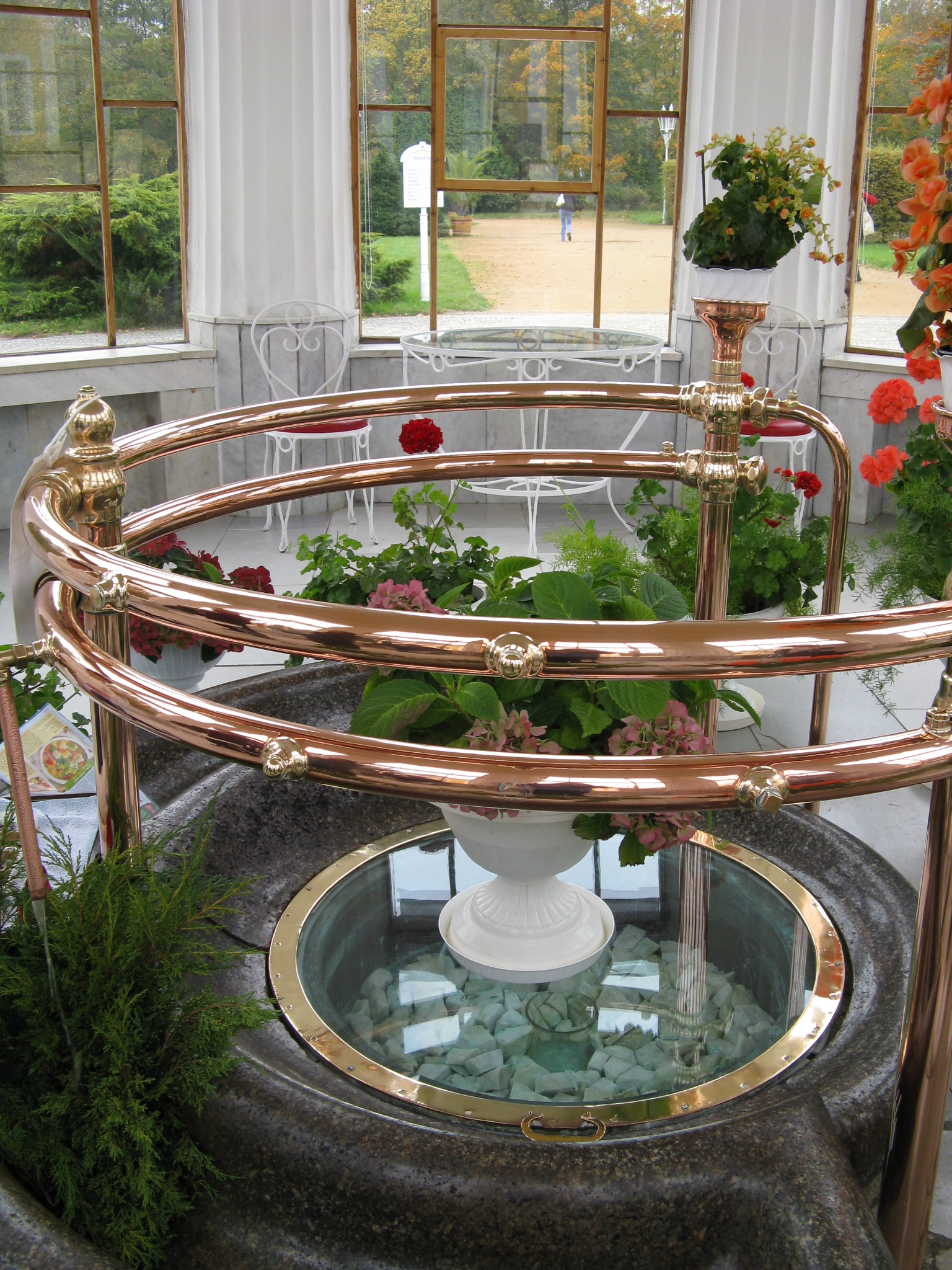
Franzensquelle

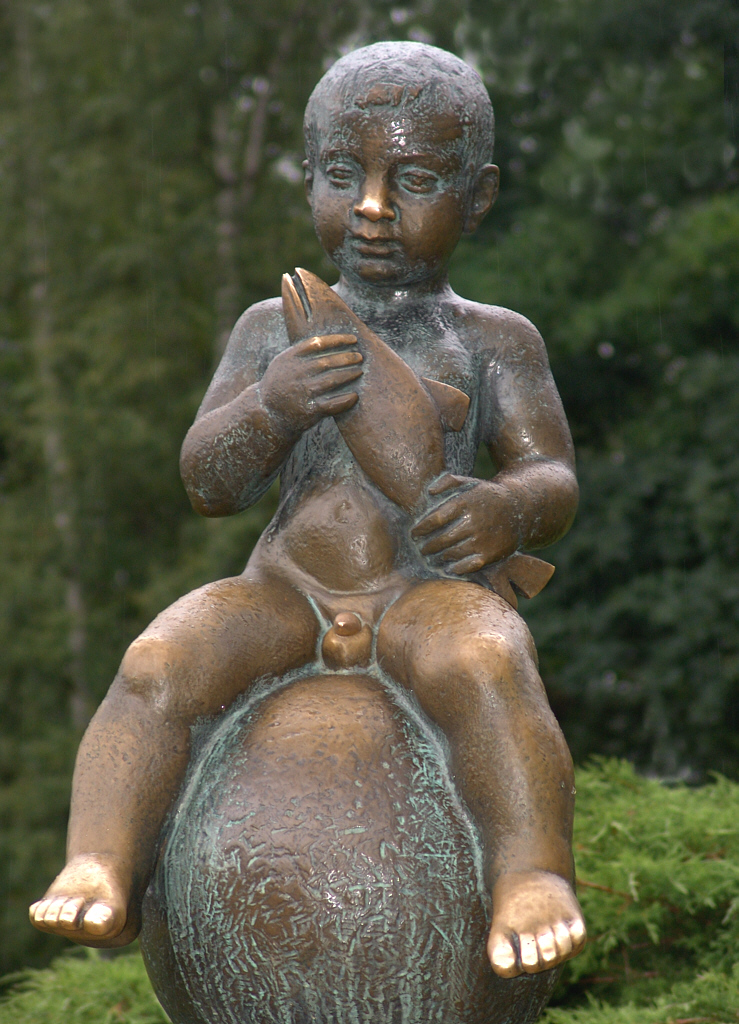
Skulptur des Franzel oder Franzl (František) in den Kuranlagen. Sie gilt als Symbol des Kurortes. Das Original von 1923 befindet sich im Städtischen Museum.

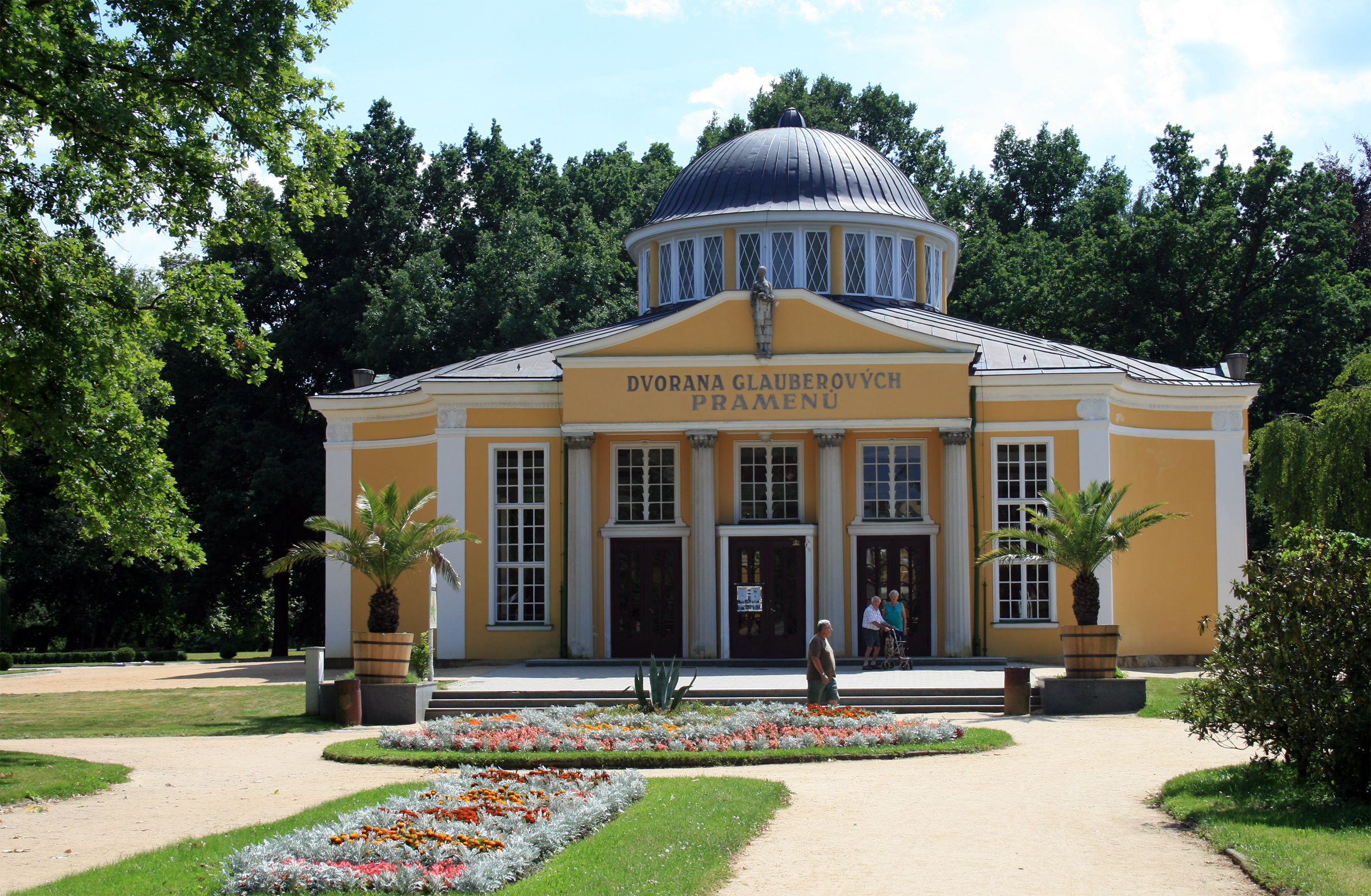
Trinkhalle der Glauberbrunnen

Das Stadtbild prägt ein Ensemble von Gebäuden des 19. Jahrhunderts, die größtenteils in Schönbrunner Gelb und Stuckweiß gehalten sind, sowie weitläufige Parkanlagen. Vorherrschende Stilepochen sind der Klassizismus, der Empire-Stil und die Belle Époque.
Der Kurbezirk beginnt im nördlichen Bereich des Stadtparks an der Stanislaus-Quelle, an der sich ein Denkmal zu Ehren des Erfinders der Esperanto-Sprache, Ludwik Lejzer Zamenhof, befindet. Östlich davon schließt die Prachtstraße Kollárova mit den Badehäusern Mozart, Beethoven und Esplanade den Stadtpark ab.
Die weiteren historischen Kuranlagen von Franzensbad erstrecken sich westlich und südöstlich des Platzes Náměsti Míru mit einem monumentalen Brunnen von 1962, einem Musikpavillon sowie den Neuen Kolonnaden mit Geschäften, die einen Vorgängerbau von 1912 ersetzten. Die Franzensbader Heilquellen und Badehäuser sind über einen weitläufigen Park mit Jahrhunderte altem Baumbestand verteilt.
Im Westen liegen das 1828 erbaute und mehrfach erweiterte Badehaus Lázně sowie der nach der Tochter von Franz II., Marie-Louise von Österreich, Louisenquelle benannte Pavillon (1827), der die 1806 entdeckte zweitälteste Quelle Franzensbads fasst. Daneben liegt die Kalte Quelle, die 1817 entdeckt und der Louisenquelle zugeführt wurde.
Herzstück des Kurbezirks ist die mit einem Pavillon mit dorischen Säulen (1793) überdachte älteste Quelle des Bades, die Franzensquelle. Etwas südlich davon befinden sich die Glaubersalz-Quellen 3 und 4 (11,5 °C, 1921 entdeckt, in 52,9 bzw. 92,6 m Tiefe), die Neue Kirchenquelle (14 °C, 1999 entdeckt, in 63 m Tiefe) und die Neue Quelle (1849 entdeckt, in 40 m Tiefe). Symbolfigur des Bades wurde die 1923 von dem Töpfermeister Karl Mayerl, Vater des Bildhauers Adolf Mayerl, geschaffene Statuette des „Franzl“ („František“) mit einem Fisch auf einer Kugel, die als Fruchtbarkeitssymbol gilt. Die Tradition besagt, dass Frauen mit Kinderwunsch, die das „beste Stück“ der Skulptur berühren, innerhalb eines Jahres schwanger werden sollen. Die Statue wurde durch eine Kopie ersetzt, das Original wird im Städtischen Museum aufbewahrt.
Am Ostende der von klassizistischen Villen gesäumten Isabellenpromenade liegen die Salzige Quelle und die Wiesenquelle, auch Adlers Quelle nach dem Arzt Bernhard Adler benannt, an den ein Denkmal vor der Wiesenquelle erinnert. Ein Badehaus von 1880 umgibt die Quellen Nátalie, Herkules und Stěpánka. Das sogenannte Kaiserbad, 1864 nach dem prominentesten Besucher des Kurortes, Kaiser Franz Joseph I. von Österreich-Ungarn benannt, wurde auf Initiative des Arztes Paul Cartellieri gebaut, der zwei neue Quellen, Zelezitý und die nach ihm benannte Cartellieris auf dem Gelände des heutigen Kurparks fassen ließ. Am Südrand des Parks steht ein Aussichtsturm aus dem Jahr 1906 in Form einer künstlichen Burgruine, die Salingburg, von der aus man die Kuranlagen überblicken kann. Am östlichen Parkende befinden sich das Goethedenkmal, Goethe war des Öfteren Kurgast der Stadt, und nördlich das Stadttheater. Das Naherholungsgebiet Amerika, benannt nach einem Teich mit diesem Namen, in einem lichten Waldgebiet südwestlich des Orts- und Kurzentrums mit Amphitheater, Sportanlagen und weiteren Quellen (Glauber 1 und 2, Sonnenquelle) bietet Ausflugsrestaurants, Campingplätze, Badeplätze und einen Tierpark. Einige der Teiche in diesem Waldgebiet gehören zu einem Naturschutzgebiet mit Brutplätzen für Wasservögel und werden zur Fischzucht genutzt.

### Theater und Museen

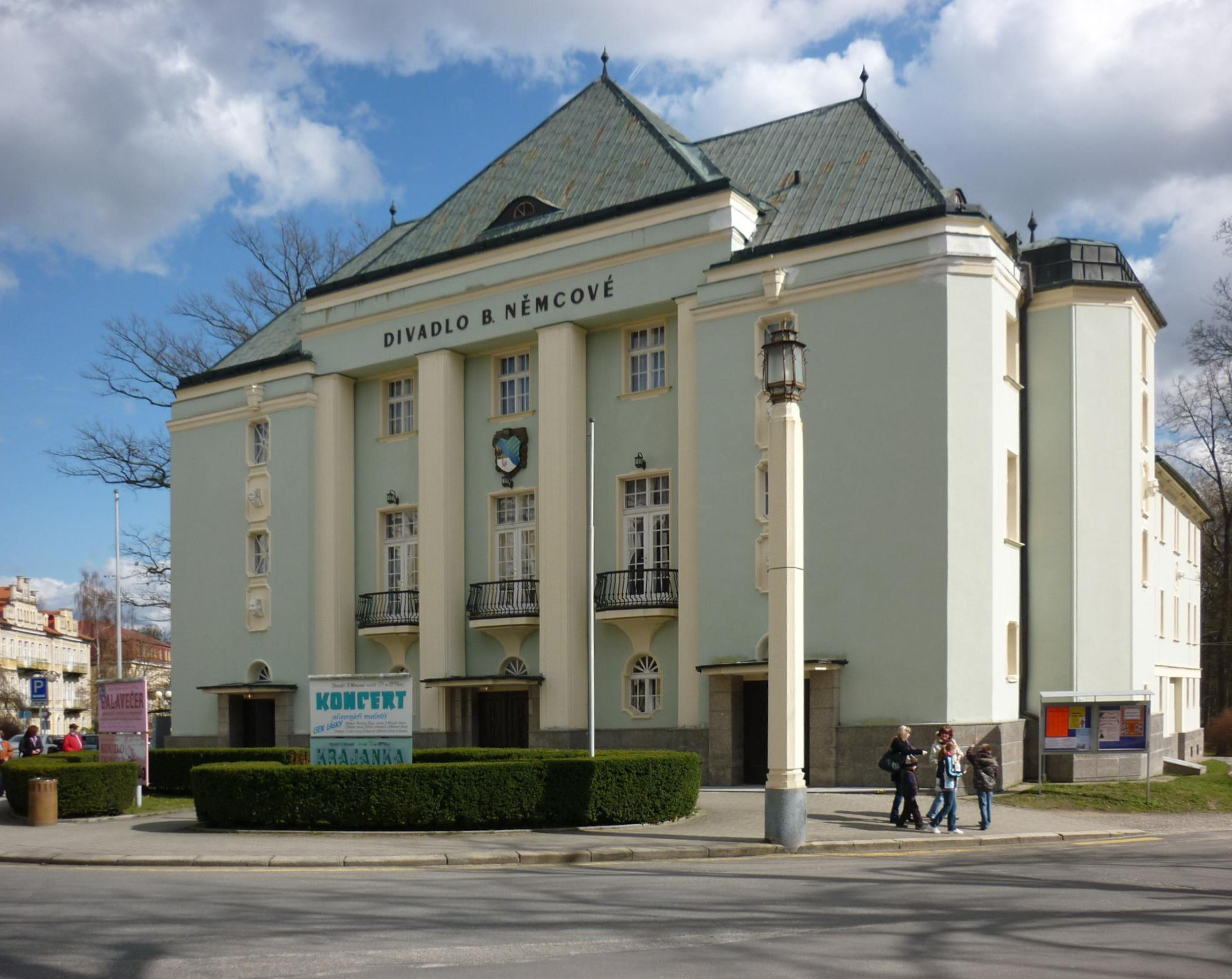
Božena-Němcová-Theater

- Divadlo Boženy Němcové (Božena Němcová-Theater, ehemaliges Stadttheater) ⊙
- Automuseum in der ehemaligen Wandelhalle der Salz- und Wiesenquelle (Kolonáda Solného a Lučního pramene)
- Auto-moto muzeum, Klostermannová
- Fatamorgana (Muzeum Iluzi) ⊙
- Motýlí dům, Schmetterlingshaus mit der weltgrößten Schmetterlingsart Atlacus Atlas⊙

### Bauwerke

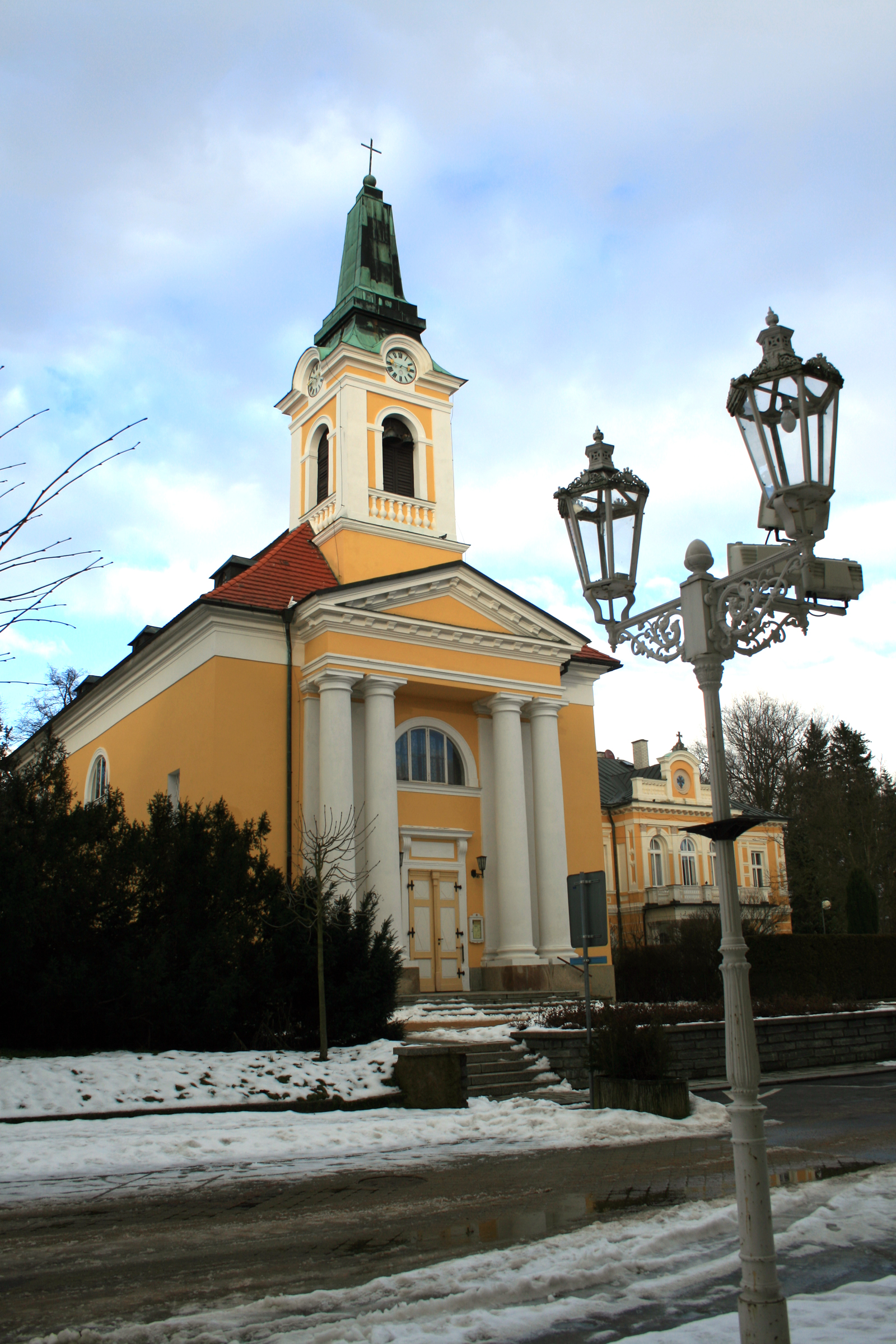
Kreuzerhöhungskirche

- Die Ruská, eine der Prachtstraßen von Franzensbad, ist von klassizistischen Gebäuden gesäumt. Dazu gehören die Badehäuser Savay-Labe und Květen.
- Die Prachtallee Narodní ist gesäumt von Lindenbäumchen und Straßencafés. Sie führt vom Platz des Friedens auf die Ruská.
- Das erste Haus auf der Narodní ist das Gemeinschaftshaus (Společenský dům). Der noble Neorenaissancebau war die Antwort auf die wachsenden Ansprüche der Kurgäste.

- Kirchen von Franzensbad sind die römisch-katholische Kreuzerhöhungskirche, 1819 im Empire-Stil erbaut (1936 umgestaltet), die evangelische Kirche St. Peter und Paul im Empire-Stil (1875–1880) sowie das russisch-orthodoxe Gotteshaus von 1887–1889, das der Heiligen Olga geweiht ist.
- Neue Kolonnaden mit Geschäften an der Franzensquelle
- Wettersäule neben den Neuen Kolonnaden⊙
- Aussichtsturm Salingburg⊙
- Zámeček (Schlösschen mit Aussichtsturm)⊙
- Das Kurhotel Tři lilie wurde 1794 eröffnet, das Kurhotel Imperial 1878 erbaut.

### Grünflächen und Naherholung
- Parks und Gärten rund um das historische Stadtzentrum
- Lesopark Amerika mit Minizoo⊙

### Sport
2006 wurde das Erlebnisbad Aquaforum fertiggestellt, das als Bau des Jahres 2006 in der Region Karlsbad ausgezeichnet wurde. 2007 erhielt der Aquapark einen eigenen Haltepunkt auf der Bahnstrecke Plauen–Cheb. Wander- oder Fahrradwege führen in die Umgebung.

### Regelmäßige Veranstaltungen
Jedes Jahr im Mai findet am dritten Samstag die offizielle Eröffnung der Kursaison statt. Das traditionelle Stadtfest beginnt um 07:30 Uhr mit dem Marsch der Majoretten und des Blasorchesters durch die Stadt. Es umfasst die Weihe der Quellen, den Jahrmarkt, Auftritte mehrerer Musik-, Tanz- und Künstlergruppen und den Festumzug in historischen Kostümen. Ein Schlussfeuerwerk erfolgt gegen 22:00 Uhr. Zum ersten Mal fand im Juni 2017 das zweitägige Festival Franzensbader Sommer statt. Gespielt wird Volksmusik und moderne Musik, aufgeführt von tschechischen und deutschen Chören, Sängern und Bands. Der Samstag-Nachmittag wird speziell für Kinder gestaltet.

### Umgebung
6 km nordöstlich des Kurbads befindet sich auf einer Länge von 2200 m und etwa 1400 m Breite das Naturschutzgebiet Soos. Es handelt sich um ein Torf- und Mineralwiesenmoor mit ausströmendem Gas aus Mofetten. Auch der Schachzug gegen Karlsbad, die Idee hinter dem von Karlsbad erworbenen Moor in Soos dadurch zu unterminieren, indem die Gemeinde Franzensbad alle umliegenden Landflächen aufkaufte und so den Zutritt zum Abbau des Moores verhinderte, stammt aus der Feder des Franzensbader Bürgermeisters Gustav Loimann. Das Sooser Moor ist auch heute noch im Besitz der Stadt Franzensbad. 10 km nordwestlich, neben der Straße nach Aš befindet sich das Naturdenkmal Goethova skalka (Goethefelsen, 670 m) mit pittoresken Quarzfelsen. Südwestlich liegt der erloschene Vulkan „Kammerbühl“, an dem Goethe Studien durchgeführt hat.
6 km nordwestlich in Ostroh (Poustka) liegt die mittelalterliche Burg Seeberg. (Hrad Seeberg)

## Söhne und Töchter der Stadt
- Alois John (1860–1935), deutscher Archivar, Volkskundler und Heimatschriftsteller, geboren in Oberlohma
- Martin Zaus (1861–1905), böhmischer Orgelbauer, geboren in Oberlohma
- Josef Löbel (1882–1942), österreichischer Arzt und Schriftsteller
- Friedrich Stelzner (1921–2020), deutscher Chirurg und Hochschullehrer
- Ferdinand Khittl (1924–1976), deutscher Filmregisseur und Drehbuchautor
- Peter Jacques (1935–2025), Schweizer Jazzmusiker
- Miroslav Kostelka (* 1951), tschechischer Offizier, Politiker und Diplomat
- Petra Edelmannová (* 1975), tschechische Politikerin
- Jana Pidrmanová (* 1985), tschechische Schauspielerin

## Ehrenbürger von Franzensbad
- Paul Cartellieri (1807–1881), deutscher Kurarzt italienischer Abstammung
- Lorenz Johann Adam Köstler von Stromberg (1807–1888), deutscher Brunnenarzt aus einem Patriziergeschlecht in Eger

## Berühmte Kurgäste
- Fürst Metternich (1773–1859), Diplomat und Staatsmann
- Theodor Herzl (1860–1904), Schriftsteller, Publizist und Journalist
- Johann Wolfgang von Goethe (1749–1832), Dichter und Naturforscher
- Johann Strauss (1825–1899), Komponist
- Ludwig van Beethoven (1770–1827), Komponist und Pianist
- Alphonse Maier von Rothschild (1878–1942), Banker
- Karl I. von Habsburg (1887–1922), letzter Kaiser von Österreich
- Franz Kafka (1883–1924), Schriftsteller
- Václav Havel (1936–2011), Dramatiker, Essayist, Politiker (Staatspräsident der Tschechoslowakei, danach der Tschechischen Republik)
- Petr Pavel (1961– ), Präsident der Tschechischen Republik